# Siljongneuwareu M
Siljongneuwareu M (kor. 실종느와르 M, MOCT: Siljongneuwareu M, znana także jako Missing Noir M) – południowokoreański, kryminalny serial telewizyjny emitowany w 2015 roku na kanale OCN. Główne role odgrywają w nim Kim Kang-woo oraz Park Hee-soon. Serial emitowany był w soboty o 23:00 od 28 marca do 30 maja 2015 roku.

## Fabuła
Gil Soo-hyun jest absolwentem Harvard University, który ukończył z doktoratem. Po dekadzie pracy dla FBI Soo-hyun z nieznanych nikomu powodów powraca do Korei, gdzie dostaje pracę jako dowódca nowo-utworzonej jednostki zajmującej się najtrudniejszymi przypadkami osób zaginionych.

## Obsada

### Główne postaci
- Kim Kang-woo jako Gil Soo-hyun – absolwent Harwardu, dowódca jednostki.
- Park Hee-soon jako Oh Dae-young – detektyw z 20-letnim doświadczeniem i silnym poczuciem sprawiedliwości, który stanowi swoiste przeciwieństwo Soo-hyuna.
- Jo Bo-ah jako Jin Seo-joon – technik pracująca w jednostce.
- Kim Kyu-chul jako Park Jung-do – szef zarządzający istnieniem jednostki.
- Park So-hyun jako Kang Joo-young – patolog.

### Gościnnie
- Kang Ha-neul jako Lee Jung-soo (odcinki 1-2)[3]
- Ko Bo-gyeol jako Kang Soon-young (odcinki 1-2)
- Jung Woo-sik jako Kang Min-chul / Joseph Joo (odcinek 2)
- Ryu Tae-ho jako Kim Seok-gyu (odcinek 2)
- Lee Seung-hyung jako Kim Seok-jin (odcinek 2)
- Park Hae-joon jako Ha Tae-jo (odcinki 3-4)
- Son Jong-hak jako Ryu Jung-gook (odcinki 3-4)
- Han Soo-yeon jako Lee Jin-young (odcinki 3-4)
- Seo Eun-a jako Eun Chae-rin (odcinki 3-4)
- Kim Ji-hoon jako Kim Yoon-jae (odcinek 4)
- Yoo Jung-suk jako Ko Dong-ho (odcinek 5)
- Jang Gwang jako Nam Seok-tae (odcinek 5)
- Han Seung-hyun jako Kim Dae-soo (odcinek 5)
- Kim Yeol jako Ko Dong-joo (odcinek 5)
- Lee Ye-eun jako Lee Ji-eun (odcinek 6)
- Lee Doo-il jako Lee Jong-o (odcinek 6)
- Kim Byung-chul jako Kang Yoon-goo (odcinek 6)
- Oh Soon-tae jako Kim Sung-tae (odcinek 6)
- Son Soo-hyun jako Ban Hyo-jung (odcinek 7)
- Yoon Ye-joo jako Lee Se-young (odcinek 7)
- L.Joe jako Yang Jung-ho (odcinek 7)
- Choi Byung-mo jako Kim Young-geun (odcinek 7)
- Kim Sun-bin jako właściciel sklepu (odcinek 7)
- Lee Yeon-doo jako Jung Sun-mi / Jang Mi-Young / Kim Jung-Hee / Lee Soo-Jin (odcinki 8-9)
- Lee Young-ran jako Oh Jung-im (odcinki 8-9)
- Heo Joon-seok jako PD Jung (odcinki 8-9)
- Shim Yi-young jako żona Dae-younga (odcinki 8 i 10)
- Yang Young-jo jako Park Gwang-chul (odcinek 9)
- Choi Yong-min jako Moon Jung-wook (odcinek 10)
- Jung Chan jako Hong Jin-Gi (odcinek 10)
- Kwon Min jako prokurator Jung Ji-woong (odcinek 10)

## Lista odcinków
| Nr | Tytuł                                                              | Premiera         |
| -- | ------------------------------------------------------------------ | ---------------- |
| 1  | Gam-og-eseo on peojeul Part 1 감옥에서 온 퍼즐 Part 1              | 28 marca 2015    |
| 2  | Gam-og-eseo on peojeul Part 2 감옥에서 온 퍼즐 Part 2              | 4 kwietnia 2015  |
| 3  | Nog Part 1 – gosogdolo siljongsageon 녹 Part 1 – 고속도로 실종사건 | 11 kwietnia 2015 |
| 4  | Nog Part 2 – jeong-ui 녹 Part 2 – 정의                             | 18 kwietnia 2015 |
| 5  | Sal-in-ui jaeguseong 살인의 재구성                                 | 25 kwietnia 2015 |
| 6  | Yegodoen sal-in 예고된 살인                                        | 2 maja 2015      |
| 7  | HOME                                                               | 9 maja 2015      |
| 8  | Cheongsunhan ma-eum Part 1 청순한 마음 Part 1                      | 16 maja 2015     |
| 9  | Cheongsunhan ma-eum Part 2 청순한 마음 Part 2                      | 23 maja 2015     |
| 10 | Injustice                                                          | 30 maja 2015     |

## Ścieżka dźwiękowa

### Missing Noir M OST
| 실종느와르 M OST / Missing Noir M OST | 실종느와르 M OST / Missing Noir M OST                                             | 실종느와르 M OST / Missing Noir M OST |
| Nr                                    | Tytuł utworu                                                                      | Długość                               |
| ------------------------------------- | --------------------------------------------------------------------------------- | ------------------------------------- |
| 1.                                    | „자각몽 (Lucid Dream)” (Kim Yoon Ah (김윤아) feat. Olltii (올티))                 |                                       |
| 2.                                    | „자각몽 (Inst.) (Lucid Dream (Inst.))” (Kim Yoon Ah (김윤아) feat. Olltii (올티)) |                                       |

### Dysk 1
| Nr  | Tytuł utworu                                               | Długość |
| --- | ---------------------------------------------------------- | ------- |
| 1.  | „Was Justice Delivered” (No Hyung Woo (노형우))            |         |
| 2.  | „The Beginning” (Ma Sang Woo (마상우))                     |         |
| 3.  | „Puzzle” (No Hyung Woo (노형우))                           |         |
| 4.  | „The Box of Pandora” (Ma Sang Woo (마상우))                |         |
| 5.  | „Detective Oh; On the Move” (No Hyung Woo (노형우))        |         |
| 6.  | „The Kidnap” (Ma Sang Woo (마상우))                        |         |
| 7.  | „Anybody There” (Ma Sang Woo (마상우))                     |         |
| 8.  | „He Did It Again” (No Hyung Woo (노형우))                  |         |
| 9.  | „Gil Soo Hyun; Finding Way” (No Hyung Woo (노형우))        |         |
| 10. | „Time Limit” (Ma Sang Woo (마상우))                        |         |
| 11. | „Gil Soo Hyun; Gazing in the Dark” (No Hyung Woo (노형우)) |         |
| 12. | „Tell Me Why” (Lee Tae Hyun (이태현))                      |         |
| 13. | „The Sound of Silence” (Lee Tae Hyun (이태현))             |         |
| 14. | „Labyrinth” (No Hyung Woo (노형우))                        |         |
| 15. | „Dead End” (No Hyung Woo (노형우))                         |         |
| 16. | „Brainstorming” (Ma Sang Woo (마상우))                     |         |
| 17. | „Law and Justice” (Joo In Ro (주인로))                     |         |

### Dysk 2
| Nr  | Tytuł utworu                                                 | Długość |
| --- | ------------------------------------------------------------ | ------- |
| 1.  | „Classified Information” (Ma Sang Woo (마상우))              |         |
| 2.  | „Memory of Murder” (No Hyung Woo (노형우))                   |         |
| 3.  | „Gil Soo Hyun; Imsomnia” (No Hyung Woo (노형우))             |         |
| 4.  | „Intended Disappearance” (Joo In Ro (주인로))                |         |
| 5.  | „Detective Oh; Struggle” (No Hyung Woo (노형우))             |         |
| 6.  | „Good Detective” (Ma Sang Woo (마상우))                      |         |
| 7.  | „Message from the Suspect” (Ma Sang Woo (마상우))            |         |
| 8.  | „Time to Choose” (No Hyung Woo (노형우))                     |         |
| 9.  | „Need Help” (Ma Sang Woo (마상우))                           |         |
| 10. | „Something to Talk About” (No Hyung Woo (노형우))            |         |
| 11. | „Sacrifice” (Ma Sang Woo (마상우))                           |         |
| 12. | „This is Personal” (No Hyung Woo (노형우))                   |         |
| 13. | „Duel” (No Hyung Woo (노형우))                               |         |
| 14. | „Memories” (Joo In Ro (주인로))                              |         |
| 15. | „Story of the Victim” (No Hyung Woo (노형우))                |         |
| 16. | „Way Back” (Ma Sang Woo (마상우))                            |         |
| 17. | „Was Justice Delivered (TV Version)” (No Hyung Woo (노형우)) |         |